# Alfred Fouillée

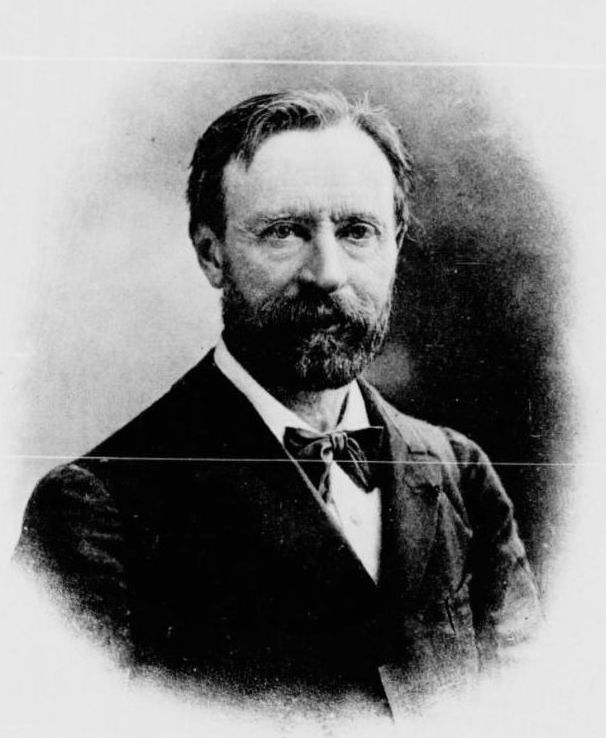
Alfred Fouillée

Alfred Fouillée (1838–1912) – francuski filozof. Twórca woluntarystycznej i antyintelektualistycznej odmiany systemu idealistycznego. W swojej filozofii wprowadził pojęcie idej-sił (fr. idée-forces), aby podkreślić wpływ myśli na ludzkie życie.
Jego pasierbem i uczniem był filozof Jean-Marie Guyau.